# Mistrzostwa Świata w koszykówce kobiet 2014/Grupa C

## Wyniki

### 1 kolejka
| 27 września 201414:15 | Kuba                                                              | 57:90(6:23, 25:22, 7:23, 19:22) | Australia                                                      | Abdi İpekçi Arena, Stambuł Widzów: 675 Sędzia: Elena Chernova, José Fernández, Robert Vyklický |
| 27 września 201414:15 | Pkt:Yamara Amargo 19 Zb:Cepeda, Noblet po 7 As:Ineidis Casanova 3 | 57:90(6:23, 25:22, 7:23, 19:22) | Pkt:Penny Taylor 20 Zb:Jarry, Snell po 6 As:Leilani Mitchell 8 | Abdi İpekçi Arena, Stambuł Widzów: 675 Sędzia: Elena Chernova, José Fernández, Robert Vyklický |

| 27 września 201416:30 | Korea Południowa                                      | 64:70(23:11, 7:21, 15:23, 19:15) | Białoruś                                                              | Abdi İpekçi Arena, Stambuł Widzów: 750 Sędzia: Karen Lasuik, Snehal Bendke, Adrian Nunes |
| 27 września 201416:30 | Pkt:Park Ji-su 15 Zb:Lee Seung-ah 8 As:Lee Seung-ah 7 | 64:70(23:11, 7:21, 15:23, 19:15) | Pkt:Kaciaryna Snycina 17 Zb:Jelena Leuczanka 11 As:Jelena Leuczanka 6 | Abdi İpekçi Arena, Stambuł Widzów: 750 Sędzia: Karen Lasuik, Snehal Bendke, Adrian Nunes |

### 2. kolejka
| 28 września 201414:15 | Australia                                                       | 87:54(25:9, 20:13, 21:15, 21:17) | Korea Południowa                                                  | Abdi İpekçi Arena, Stambuł Widzów: 450 Sędzia: Carole Delauné, Abdelaziz Abassi, Özlem Yalman |
| 28 września 201414:15 | Pkt:Laura Hodges 14 Zb:Richards, Burton po 6 As:Erin Phillips 7 | 87:54(25:9, 20:13, 21:15, 21:17) | Pkt:Kim Youn-joo 17 Zb:Lee Seung-ah 8 As:Shin J-h., Lee S-a. po 3 | Abdi İpekçi Arena, Stambuł Widzów: 450 Sędzia: Carole Delauné, Abdelaziz Abassi, Özlem Yalman |

| 28 września 201416:30 | Białoruś                                                           | 70:69(15:22, 20:15, 15:19, 20:13) | Kuba                                                              | Abdi İpekçi Arena, Stambuł Widzów: 470 Sędzia: Renaud Geller, Antonio Conde, Guilherme Locatelli |
| 28 września 201416:30 | Pkt:Jelena Leuczanka 20 Zb:Jelena Leuczanka 18 As:Nadzieja Drozd 4 | 70:69(15:22, 20:15, 15:19, 20:13) | Pkt:Leidys Oquendo 19 Zb:Leidys Oquendo 10 As:Ineidis Casanova 10 | Abdi İpekçi Arena, Stambuł Widzów: 470 Sędzia: Renaud Geller, Antonio Conde, Guilherme Locatelli |

### 3 kolejka
| 30 września 201416:30 | Australia                                                 | 87:45(24:13, 22:8, 19:11, 22:13) | Białoruś                                                             | Abdi İpekçi Arena, Stambuł Widzów: 250 Sędzia: Karen Lasuik, Abdelaziz Abassi, Adrian Nunes |
| 30 września 201416:30 | Pkt:Rachel Jarry 19 Zb:Cayla Francis 8 As:Erin Phillips 7 | 87:45(24:13, 22:8, 19:11, 22:13) | Pkt:Jelena Leuczanka 12 Zb:Jelena Leuczanka 10 As:trzech graczy po 2 | Abdi İpekçi Arena, Stambuł Widzów: 250 Sędzia: Karen Lasuik, Abdelaziz Abassi, Adrian Nunes |

| 30 września 201419:15 | Korea Południowa                                           | 57:73(15:18, 13:16, 18:23, 11:16) | Kuba                                                          | Abdi İpekçi Arena, Stambuł Widzów: 250 Sędzia: Elena Chernova, Carole Delauné, Robert Vyklický |
| 30 września 201419:15 | Pkt:Park Ji-su 16 Zb:Kim S-y 8 As:Hong A-r., Lee S-a. po 2 | 57:73(15:18, 13:16, 18:23, 11:16) | Pkt:Marlen Cepeda 16 Zb:Marlen Cepeda 17 As:Oyanaisis Gelis 5 | Abdi İpekçi Arena, Stambuł Widzów: 250 Sędzia: Elena Chernova, Carole Delauné, Robert Vyklický |